# Sesi (Bayeux)
Sesi é um bairro da cidade de Bayeux, estado da Paraíba.
Segundo o IBGE, no ano de 2010 residiam no bairro 12.567 pessoas, sendo 5.948 homens e 6.619 mulheres.
O acesso ao bairro é feito pela Avenida Liberdade.